# Port de Triigi
Le port de Triigi (estonien : Triigie sadam, code EE TGI  est un port à Veere en Estonie.

## Présentation
Le port dispose d'un poste d'amarrage pour les traversiers de 4,2 m de long et d'un poste d'amarrage pour les petits bateaux de 3,1 m de long. 
Le port peut accueillir 10 bateaux qui doivent avoir les dimensions suivantes: longueur maximale 20 m, tirant d'eau maximum 2,5 m.

Du port de Triigi, une route maritime mène au port de Sõru , sur cette route maritime des traversiers assurent une liaison maritime régulière.

## Galerie

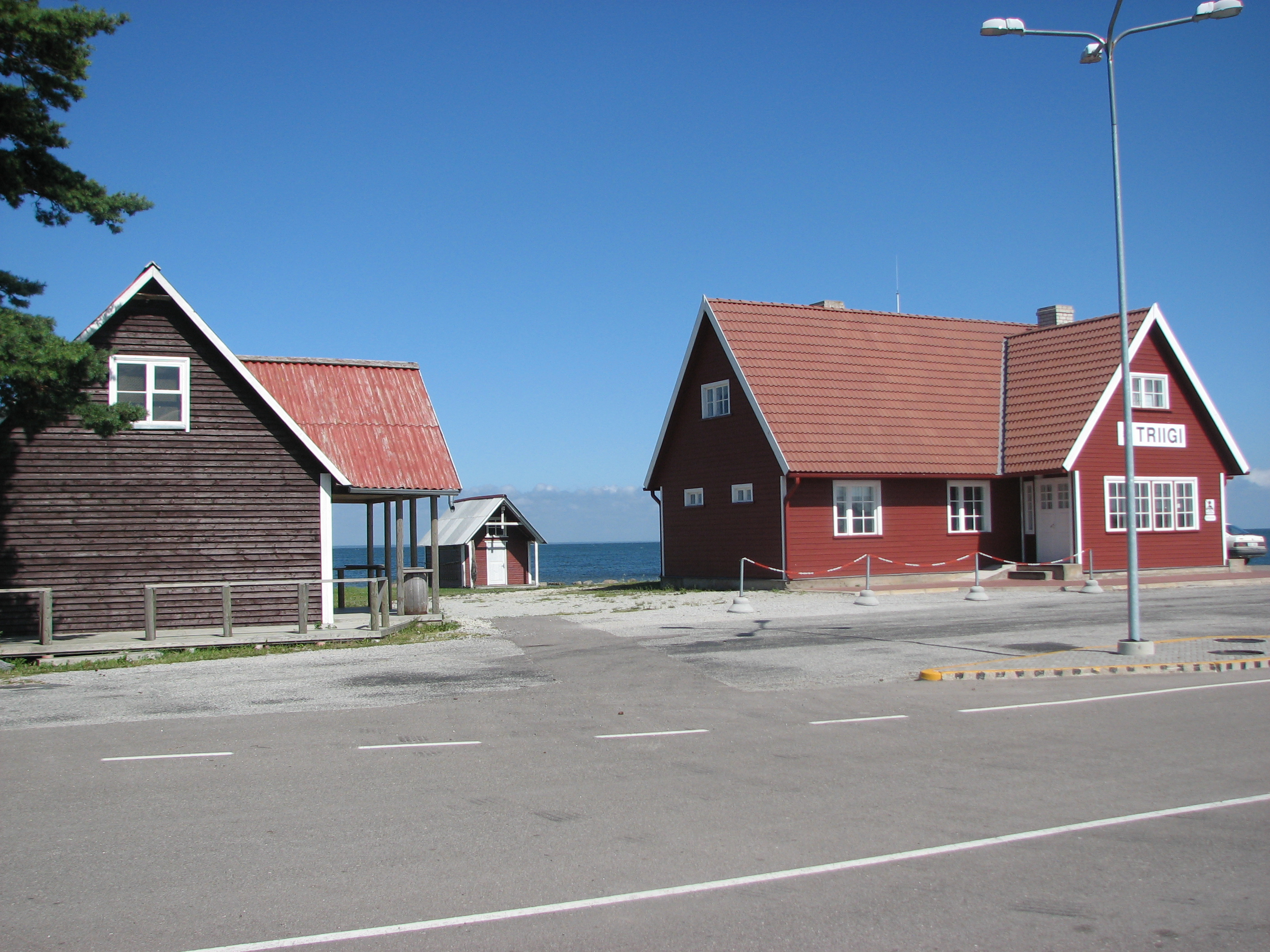
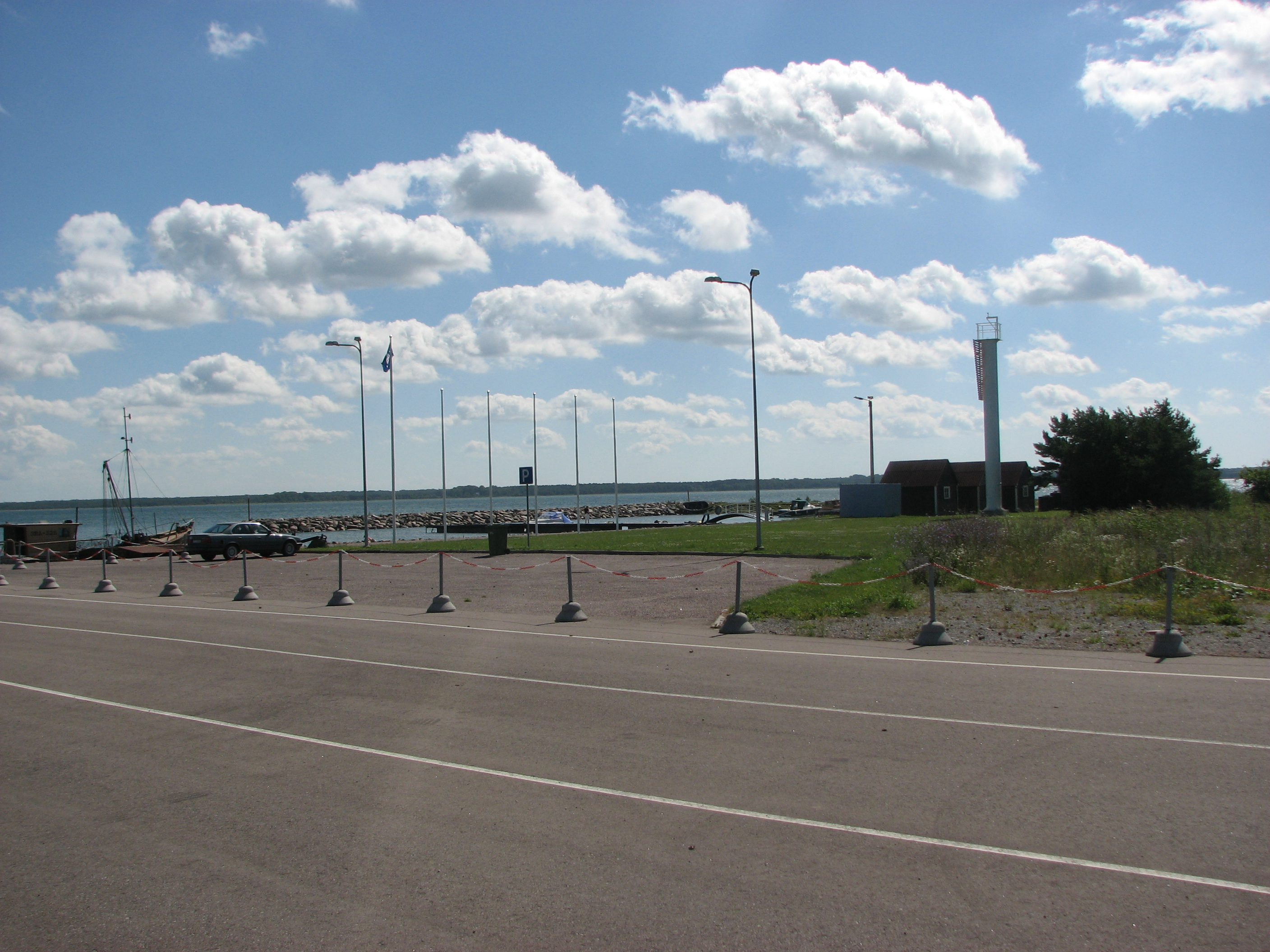
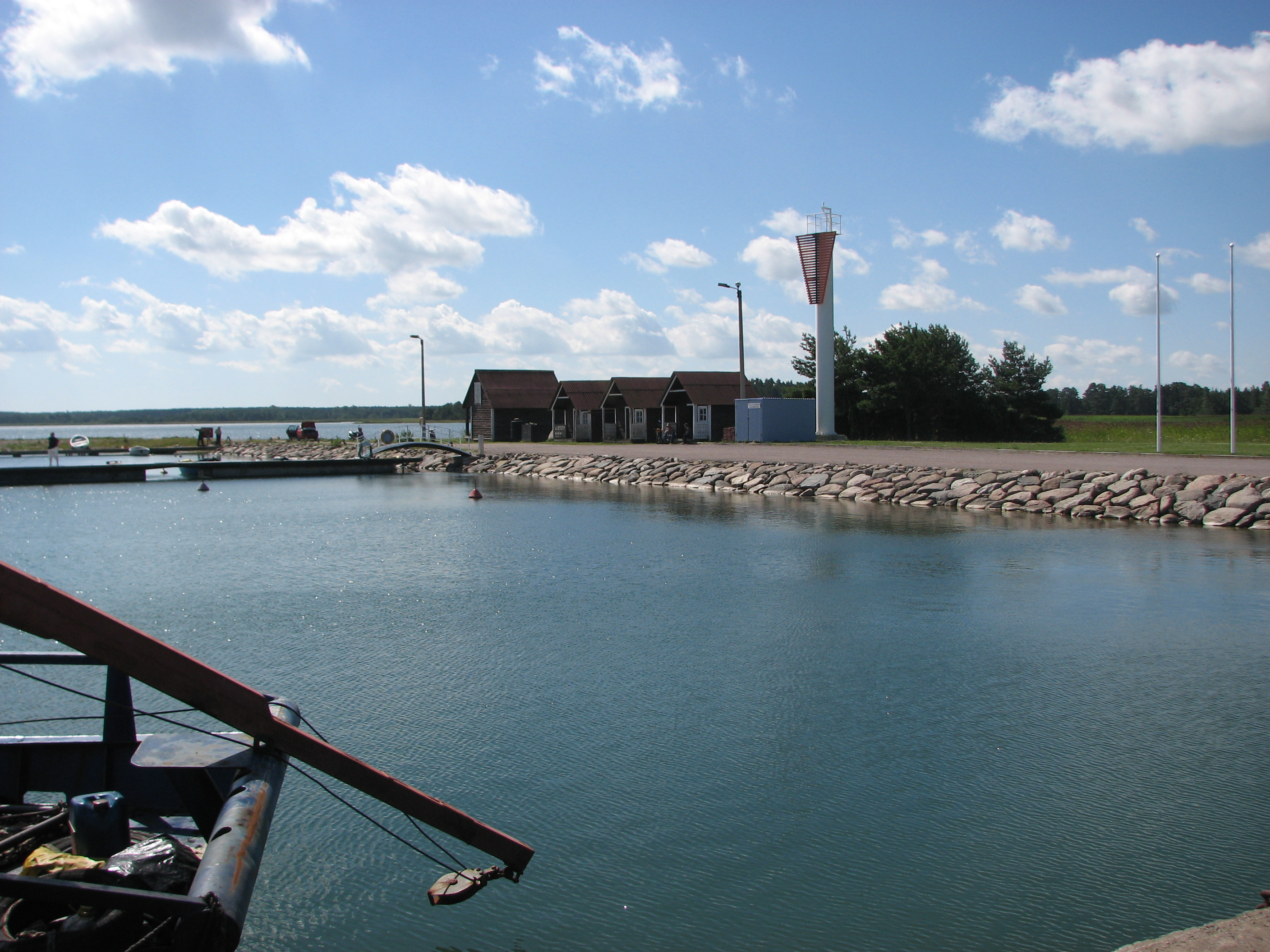
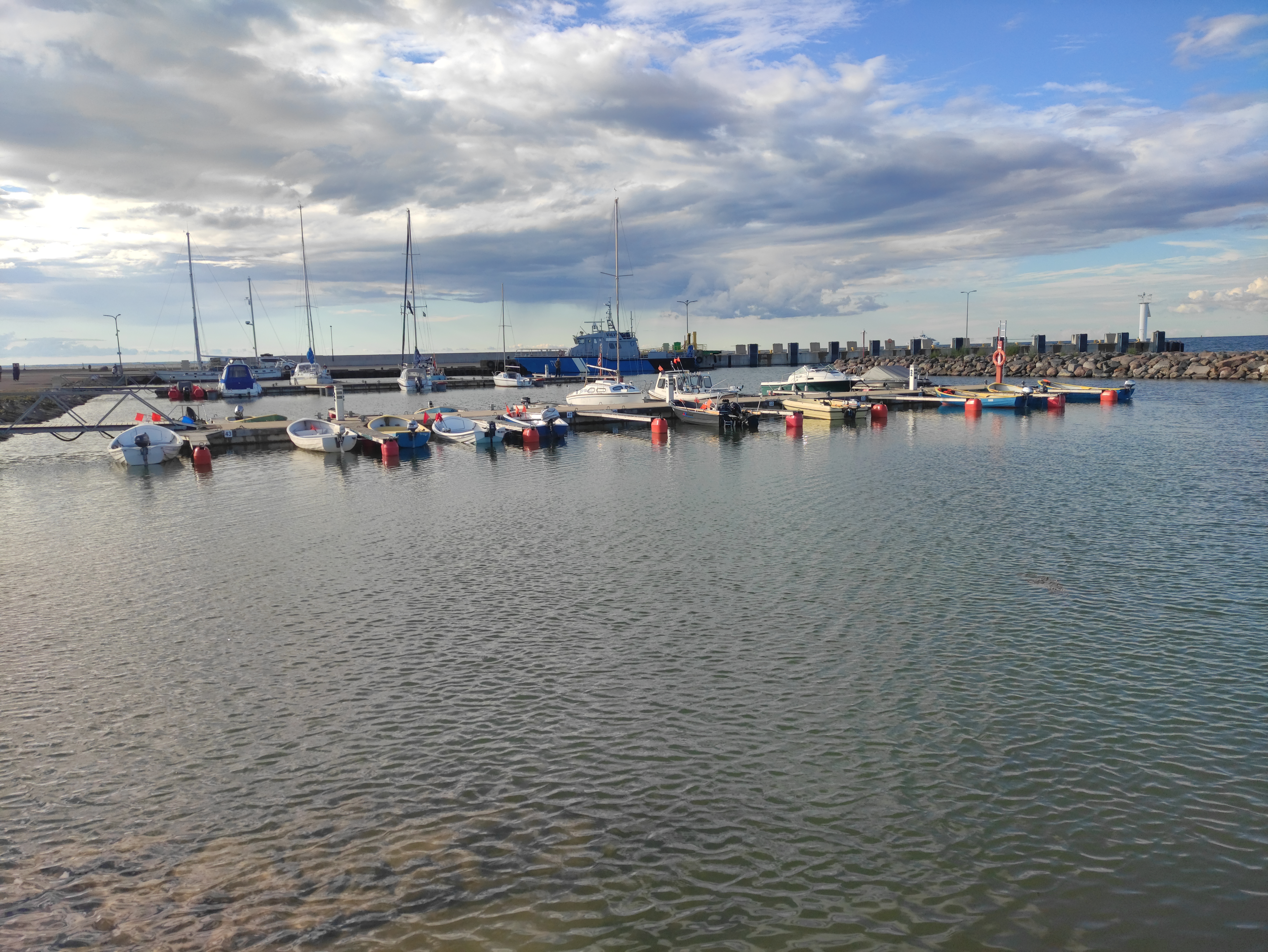